# Duncan Canal
Duncan Canal és un camp volcànic que es troba al centre de l'Alaska Panhandle, als Estats Units. Conté colades de lava de tipus pāhoehoe i ʻAʻā sobre el till glacial a l'illa de Kupreanof. Les colades de lava basàltica, de fins a 10 metres de gruix, formen diverses penínsules i afloraments, tant aeris com submarins.